# 賴迪氏器
賴迪氏器是僅發現於板鳃亚纲（鯊魚和新鰩目）魚類身上的一種獨特構造，但並不是該綱下的所有生物都有這種器官。賴迪氏器可以產生紅血球，位於食道中。這個名稱則是爲了紀念1857年首次描述這個器官的德國組織學家弗朗茨·賴迪。